# Nagy Attila (történész)
Nagy Attila (Tokaj, 1975. május 14.) magyar újságíró, főszerkesztő, helytörténész, tördelőszerkesztő.

## Élete
1993-ban érettségizett a tokaji gimnáziumban. 1997-ben a nyíregyházi Bessenyei György Tanárképző Főiskolán szerzett történelem–földrajz szakos tanári oklevelet. 2001-ben elvégezte a Budapest Média Intézet és a Petit Press Nyomtatott sajtó tanfolyamát. 1999–2009 között a Katedra című, a szlovákiai magyar pedagógusok és szülők lapjának a szerkesztője, majd magánvállalkozó lett. Alapító szerkesztője az Apostol című dunaszerdahelyi katolikus lapnak. 2016-ban Dunaszerdahely krónikásává nevezték ki. 2019 óta a Dunaszerdahelyi Hírnök és a dunaszerdahelyi.sk regionális hírportál főszerkesztője.

## Elismerései
- 2019 a Csallóközi Múzeum jubileumi díja[2]

## Művei
- 2010 A dunaszerdahelyi Szent György-templom. Dunaszerdahely.
- 2011 Dunaszerdahely – lakóhelyismeret.
- 2011 A nagyabonyi Szentháromság-templom. Remény
- 2011 A bősi Antiochiai Szent Margit-templom. Remény
- 2012 A csallóközkürti Szent István vértanú templom. Remény
- 2012 Dunaszerdahely. (Várostörténeti monográfia. Társszerzők: Nagy Iván, Novák Veronika, Simon Attila, Vajda Barnabás)
- 2012 Szerdahely szíve. Dunaszerdahely
- 2012 Nyugat őrei (társszerző)
- 2013 Szerdahelyi séta régi képeslapokon. (társszerző: Bugár Sándor)
- 2014 Adalékok a Sárga kastély korai történetéhez In: Múzeumi Híradó XXIII, 223-237.
- 2015 Dunaszerdahely emlékhelyei
- 2015 Császári és királyi hadifogolytáborok a Csallóközben. Dunaszerdahely, Nagymegyer, Somorja (társszerző)
- 2015 Sikabony, Sikabony Polgári Társulás
- 2016 Dunaszerdahely – Dunajská Streda – Niedermarkt (háromnyelvű brosúra a városról), Dunaszerdahely Város Önkormányzata
- 2019 Dunaszerdahely – Dunajská Streda. Lilium Aurum
- 2021 Csallóköz szíve / Srdce Žitného ostrova (négynyelvű brosúra Dunaszerdahelyről), Dunaszerdahely Város Önkormányzata, Interreg
- 2021 Dunaszerdahely jeles személyiségei. Perfects Rt.
- 2021 Dunaszerdahelyi kifestő (Nagy Szabina rajzaival). Perfects Rt.
- 2023 100 szerdahelyi történet. Biró Márton pt.
- 2024 Fénnyel írva. Dunaszerdahely város fotókrónikája. Biró Márton pt.